# AIDA Cruises
AIDA Cruises es una línea de cruceros alemana de propiedad estadounidense-británica con sede en Rostock, Alemania. La compañía fue fundada como Deutsche Seereederei con un primer barco llamado Völkerfreundschaft («La amistad entre los pueblos»), y entró en la industria de los cruceros en la década de 1960.

## Historia

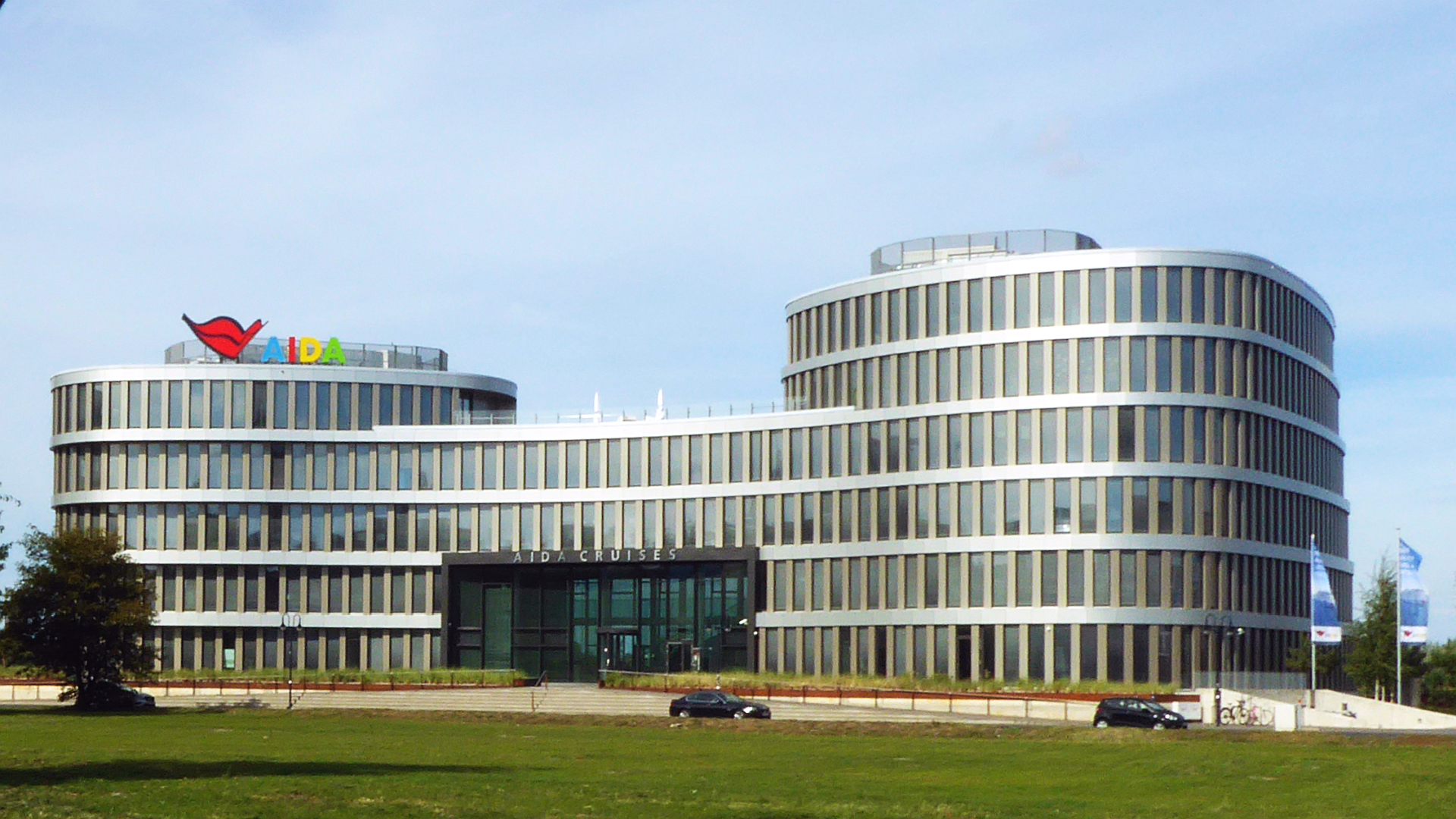
Sede de Aida Cruises en Rostock, Alemania (22018)

La compañía fue adquirida por P&O Princess Cruises en 2000. En 2003, P&O Princess se fusionó con Carnival para formar el grupo Carnival Corporation & plc, la compañía de vacaciones de cruceros más grande del mundo. Tras la fusión, el control ejecutivo de AIDA Cruises se transfirió al grupo Costa, una de las principales compañías operativas del Grupo Carnival, con responsabilidad para las marcas europeas del grupo.
AIDA Cruises es marca propiedad del grupo Carnival, con sede en Miami, Florida, que representa el 6.5% de su participación en los ingresos y tiene su propio equipo ejecutivo, dirigido por el presidente de la compañía Félix Eichhorn.
En octubre de 2017, el AIDAcara partió de Hamburgo en el primer crucero de la compañía por el mundo. Después de una navegación de 116 días, el barco regresó a Hamburgo el 10 de febrero de 2018. El barco visitó Southampton, Lisboa, Madeira, Río de Janeiro, Ushuaia, Isla de Pascua, Tahití, Singapur, las Maldivas y muchos otros destinos.
El AIDAaura hizo el segundo Crucero Mundial de la compañía en el otoño de 2018. El 8 de octubre de 2018, el barco partió de Hamburgo en un viaje de 117 días visitando 41 puertos en 20 países en cuatro continentes. Durante este viaje, el AIDAaura se convirtió en el primer barco de la compañía en visitar varios destinos, incluidos Sudáfrica, Namibia, Melbourne, Tasmania, Fiyi, Samoa y Nueva Caledonia.

## Flota
| Buque      | Clase      | Año construcción | Astillero   | entrada en servicio con AIDA | Tonelaje   | Bandera | Notas | Imagen |
| ---------- | ---------- | ---------------- | ----------- | ---------------------------- | ---------- | ------- | --- | ------ |
| AIDAdiva   | Sphinx     | 2007             | Meyer Werft | 2007 – presente              | 69.203 tn  | Italia  | |        |
| AIDAbella  | Sphinx     | 2008             | Meyer Werft | 2008 – presente              | 69.203 tn  | Italia  | |        |
| AIDAluna   | Sphinx     | 2009             | Meyer Werft | 2009 – presente              | 69.203 tn  | Italia  | |        |
| AIDAblu    | Icarus     | 2010             | Meyer Werft | 2010 – presente              | 71.304 tn  | Italia  | El nombre se recicló de un antiguo barco que navegó para AIDA de 2004 a 2007.                                                                                          |        |
| AIDAsol    | Icarus     | 2011             | Meyer Werft | 2011 – presente              | 71.304 tn  | Italia  | |        |
| AIDAmar    | Icarus     | 2012             | Meyer Werft | 2012 – presente              | 71.304 tn  | Italia  | |        |
| AIDAstella | Icarus     | 2013             | Meyer Werft | 2013 – presente              | 71.304 tn  | Italia  | |        |
| AIDAprima  | Hyperion   | 2016             | Mitsubishi  | 2016 – presente              | 125.572 tn | Italia  | Entregado el 14 de marzo de 2016 y comenzó a operar el 25 de abril Fue hasta la llegada del Nova el buque insignia de AIDA                                             |        |
| AIDAperla  | Hyperion   | 2017             | Mitsubishi  | 2017 – presente              | 125.572 tn | Italia  | Entregado el 27 de abril de 2017 y entró en servicio el 28 de mayo |        |
| AIDAnova   | Excellence | 2018             | Meyer Werft | 2018 – presente              | 183.858 tn | Italia  | Es la cabeza de la clase de barco más grande que opera actualmente AIDA. Entregado el 12 de diciembre de 2018 y crucero inaugural realizado el 19 de diciembre de 2018 |        |
| AIDAcosma  | Excellence | 2021             | Meyer Werft | 2021 – presente              | 183.858 tn | Italia  | Ceremonia de corte de acero 15 de agosto de 2019 Entregado el 21 de diciembre de 2021                                                                                  |        |